# 生態冰川

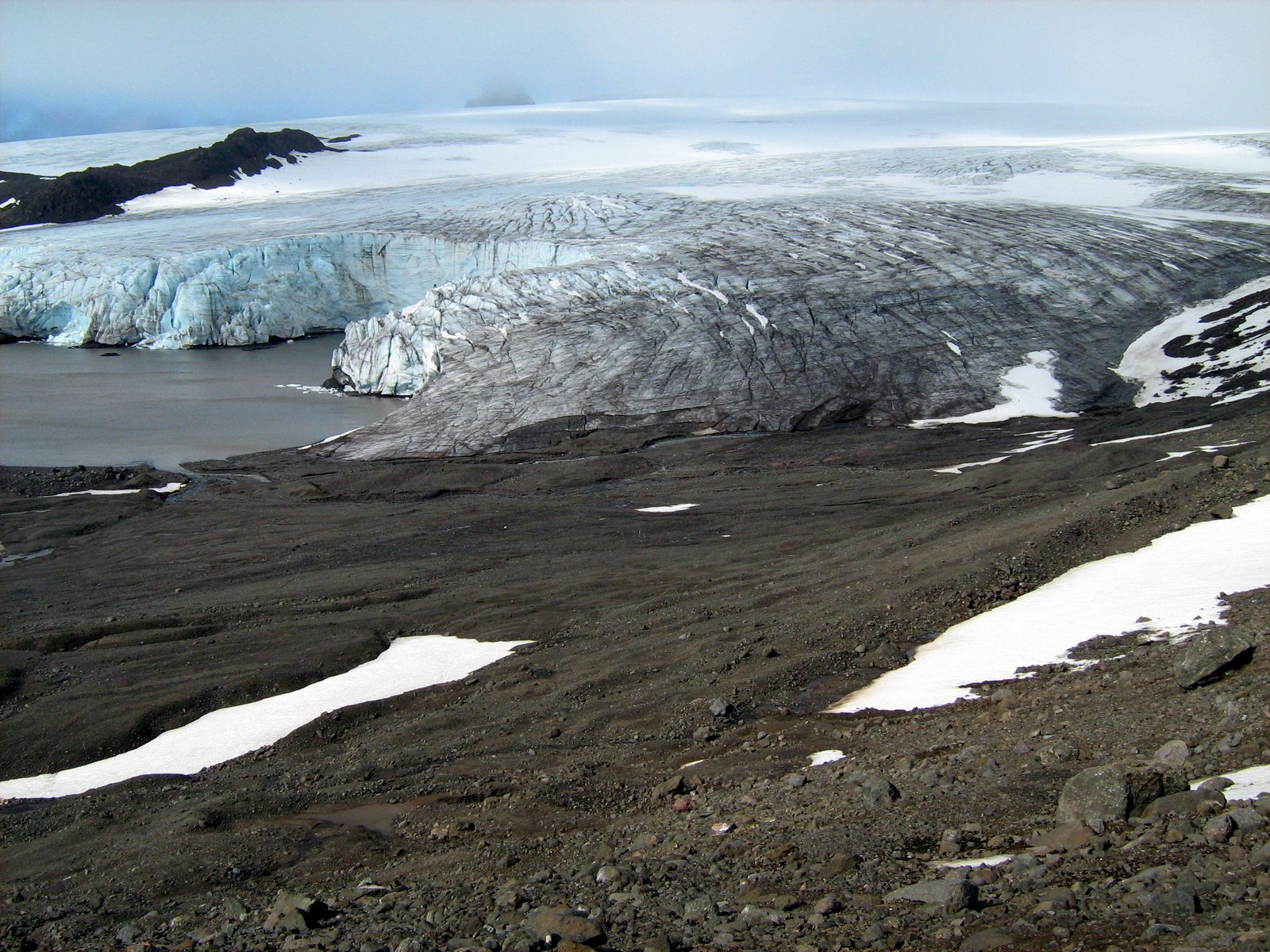

生態冰川（波蘭語：Lodowiec Ekologii），是南極洲的冰川，位於南設得蘭群島的喬治王島，最終注入阿德默勒爾蒂灣，在1980年由波蘭南極探險隊命名，現時由南極條約體系管理。